# Hrušovany (zámek)
Hrušovany jsou zaniklý zámek ve stejnojmenné vesnici v okrese Chomutov. Založen byl na začátku sedmnáctého století a do roku 1739 sloužil jako vrchnostenské sídlo malého panství. Později byl zámek využíván pouze k hospodářským účelům. Po roce 1945 chátral a roku 1966 byl zbořen.

## Historie
Roku 1602 koupil hrušovanský statek od Lobkoviců Jiří Hochhauser z Hochhausu, který ve vsi založil renesanční tvrz. Jeho syn Jan se zúčastnil stavovského povstání v letech 1618–1620, za což mu byl zkonfiskován majetek. Hrušovany s tvrzí a pustým dvorem poté koupil roku 1623 Florián Dětřich Žďárský ze Žďáru.
Od roku 1655 Hrušovany patřily Negroniům z Riesenbachu. Pravděpodobně některý z nich nechal tvrz přestavět na barokní zámek. Popis budovy z roku 1698 zmiňuje existenci starého bytu, nové budovy s panským pokojem, kanceláří a čeledníkem. U zámku tehdy byla také konírna, kůlna a obydlí zahradníka.
V blíže nejasné době panství získali Klebelsberkové, kteří je roku 1739 prodali městu Chomutovu. Zámek tak přestal sloužit jako vrchnostenské sídlo. V roce 1834 bylo ubouráno druhé patro a k západnímu průčelí byly přistavěny nové hospodářské budovy.
Po roce 1945 sloužil zámek jen hospodářským účelům a postupně chátral. Památková ochrana budovy byla zrušena 13. července 1964 a o dva roky později byl zámek zbořen.

## Stavební podoba
Zámek stával západně od kostela svatého Bartoloměje. Tvořila jej obdélná budova, z jejíž návesní štítové strany vystupovaly nárožní okrouhlé věže. Mezi nimi se nacházel segmentem zaklenutý portál. Podél nádvorní strany původně vedla arkádová chodba, ale při pozdějších úpravách byly arkády zazděny.